# Ураническая астрология
Урани́ческая астроло́гия, известная также как Га́мбургская шко́ла астро́логии — это одна из современных форм астрологии, возникшая в 20-е годы XX века в Германии. Её основными элементами являются:
- Отказ от концепции Зодиакальных знаков, астрологических домов (учитывается только Асцендент, Mc и Вертекс), афетики и других вариантов оценки силы планет и, в классическом варианте, неподвижных звёзд (их влияние исследовалось лишь в конце 40-х — начале 50-х годов).
- Транснептунианские планеты
- Система мидпойнтов и Зеркальных точек (практически, главной планетной конфигурацией является симметричное расположение планет относительно какой-либо оси).
- Развитая система гармоник (шкалой по умолчанию является 90-градусный круг, представляющий собой 4-ю гармонику, широко используются и другие гармоники).

Основные положения Уранической астрологии сформулированы в начале 20-х годов XX века Альфредом Витте и развиты Фридрихом Зиггерюном.